# 花楼街道
花楼街道是中华人民共和国湖北省武汉市江汉区下辖的一个街道办事处。

## 行政区划
花楼街道下辖以下村级行政区划单位：
交通路社区、武汉关社区、熊家巷社区、向前社区、四明社区和苗家码头社区。